# Archiv Srbské pravoslavné církve
Archiv Srbské pravoslavné církve (srbsky Arhiv Srpske pravoslavne crkve, zkr ASPC/АСПЦ) je centrální archivní institucí, která působí při Srbské pravoslavné církvi, autokefální pravoslavné církvi. Archiv sídlí v Bělehradu a jeho ředitelem je Radovan Pilipović.
Archiv vznikl reorganizací původních církevních archivů bělehradské metropolie a sremskokarloveckého patriarchátu v roce 1920 v souvislosti s vznikem Království Srbů, Chorvatů a Slovinců. Do té doby obě církevní instituce působily ve dvou oddělených zemích (Srbské království a Rakousko-Uhersko). Kromě toho sem byly převezeny i některé církevní spisy z Černé Hory. 
Do roku 1935 se archiv nacházel v rezidenci srbského arciepiskopa a bělehradského metropolity. Poté byl přemístěn do objektu na ulici Kralja Petra. Dnes se v objektu nachází ale jen část veškerých církevních fondů, které přesahují 3 km celkové délky. Roku 1989 byla velká část materiálů přemístěna do galerie chrámu svatého Marka. Přestěhování ale nebylo snadné; některé materiály byly zničeny, jiné se poztrácely. 
Současná podoba archivu je z roku 2007 a to na základě dohody mezi srbským státem a pravoslavnou církví; Archiv Srbska poskytl církevní organizaci nezbytnou odbornou pomoc v podobě personálu a pracovní síly pro standardizaci jeho fungování do podoby, která odpovídá i jiným archivům v zemi. Bylo zjištěno, že církevní archiv a jeho materiály jsou v neuspokojivém stavu a byly zčásti poškozené. Roku 2019 byly některé materiály z prostorů chrámu převezeny do Svatosávského domu v Zemunu, který byl postaven mezi lety 1907 až 1909 a byl pro potřeby archivu zrekonstruován. Dnes je objekt kulturní památkou. Byla rovněž zřízena i laboratoř pro restaurování jednotlivých písemností, které byly v nevyhovujícím stavu a byly poškozeny. Archiv disponuje dokumenty i z první poloviny 19. století.